# Gabberia
Gabberia è una suddivisione dell'India, classificata come census town, di 4.974 abitanti, situata nel distretto di Howrah, nello stato federato del Bengala Occidentale. In base al numero di abitanti la città rientra nella classe VI (meno di 5.000 persone).

## Geografia fisica
La città è situata a 22° 5' 27 N e 88° 17' 43 E e ha un'altitudine di 2 m s.l.m..

## Società

### Evoluzione demografica
Al censimento del 2001 la popolazione di Gabberia assommava a 4.974 persone, delle quali 2.543 maschi e 2.431 femmine. I bambini di età inferiore o uguale ai sei anni assommavano a 775, dei quali 395 maschi e 380 femmine. Infine, coloro che erano in grado di saper almeno leggere e scrivere erano 3.176, dei quali 1.786 maschi e 1.390 femmine.